# Xi Shangxue
Xi Shangxue (née le 27 janvier 1989) est une athlète chinoise spécialiste du lancer du disque. 

## Carrière

### Palmarès
| Année | Compétition                   | Lieu      | Résultat | Performance |
| ----- | ----------------------------- | --------- | -------- | ----------- |
| 2008  | Championnats d'Asie juniors   | Djakarta  | 1re      | 52,63 m     |
| 2008  | Championnats du monde juniors | Bydgoszcz | 1re      | 54,96 m     |

### Records
| Épreuve          | Performance | Lieu  | Date            |
| ---------------- | ----------- | ----- | --------------- |
| Lancer du disque | 57,52 m     | Jinan | 22 octobre 2009 |